# Marcelo de Oliveira Guimarães Filho
Marcelo de Oliveira Guimarães Filho (Salvador, 1 de março de 1976) é um político brasileiro e ex presidente do Esporte Clube Bahia.

## Carreira Política
| Marcelo Guimarães Filho               | Marcelo Guimarães Filho                              |
| ------------------------------------- | ---------------------------------------------------- |
| Marcelo de Oliveira Guimarães Filho   |                                                      |
| Vereador de Salvador                  |                                                      |
| Período                               | 1 de janeiro de 2001 até 1 de janeiro de 2003        |
| Deputado federal do Brasil pela Bahia |                                                      |
| Período                               | 1 de fevereiro de 2003 até 1 de fevereiro de 2011    |
| Presidente do Esporte Clube Bahia     |                                                      |
| Período                               | 1 de fevereiro de 2008 até 1 de fevereiro de 2013    |
| Dados pessoais                        |                                                      |
| Nacionalidade                         | brasileiro                                           |
| Nascimento                            | 01 de março de 1976 (42 anos) Salvador, Bahia Brasil |
| Partido                               | PR                                                   |
| Alma Mater                            | Universidade de Berkeley UFBA                        |
| Profissão                             | Advogado, empresário e político                      |

Filho do político, empresário, e também, ex-presidente do Esporte Clube Bahia, Marcelo de Oliveira Guimarães, Marcelinho, como é chamado iniciou sua carreira política no ano de 2000 quando foi eleito vereador pelo município de Salvador. Com o bom resultado obtido na eleição municipal, se candidata para cargo de Deputado federal pelo estado da Bahia em 2002 sendo eleito com 52.389 votos.
Em 2006 é novamente eleito Deputado federal com 92.253 votos. Porém o êxito eleitoral não é obtido nos pleitos federais de 2010, mesmo obtendo por volta de 63.000 vot consegue ser eleito suplente.

## História como dirigente esportivo
Marcelinho, nunca pensou em ser presidente de clube de futebol. Seu pai já havia sido presidente do Esquadrão de Aço, porém foi muito criticado por ter rebaixado o time para a Segunda Divisão de 2004, e para a Terceira Divisão de 2006. As eleições presidenciais do clube em 2008 foram tensas, e após uma indicação de um amigo e conselheiro do Esquadrão de Aço, ele aceitou a missão de trazer o Bahia de volta ao cenário do futebol nacional.

## A Crise em 2013
Após sofrer duas goleadas contra o seu maior rival e as desclassificações prematuras no Campeonato do Nordeste e Copa do Brasil, o presidente sofre grandes pressões para sua renúncia, sendo então considerada persona non grata. A insatisfação contra a sua gestão se agrava após vários jogadores revelados pelo clube terem seus contratos rescindidos por falta de depósito do FGTS.